# Infraestructura de hidrógeno

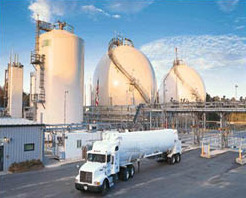
Un tráiler transportando hidrógeno desde el punto de producción.

La infraestructura de hidrógeno se refiere a todos los elementos estructurales que proveen los mecanismos para crear, transportar, almacenar y despachar hidrógeno.

## Hidroductos

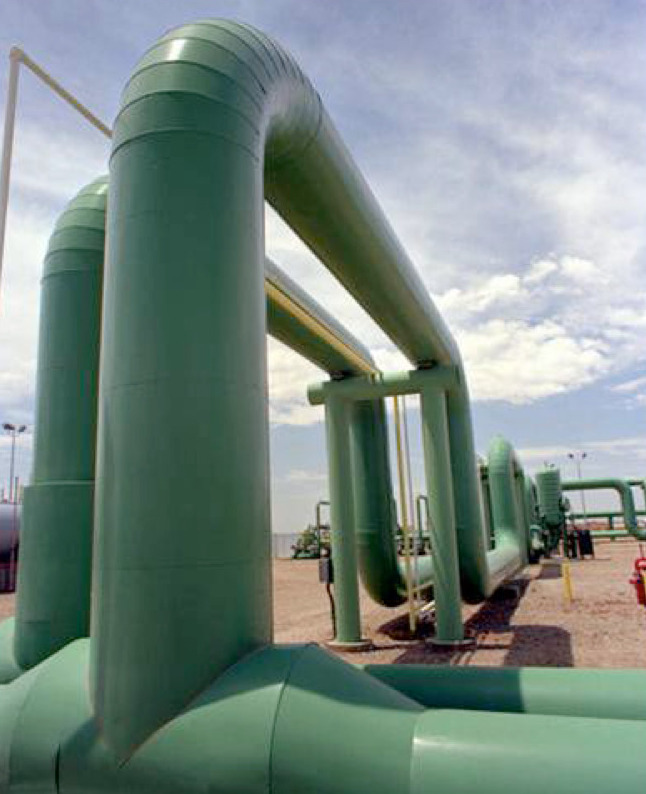
Hidroductos

El transporte del hidrógeno se realiza por medio de hidroductos. Los hidroductos se usan para conectar el punto de producción de hidrógeno con el punto de demanda, los costos de transporte por este medio son similares a los del gas natural comprimido, sin embargo en la actualidad el hidrógeno es comúnmente producido a distancias muy largas del punto de entrega. En el 2004 habían 1450 km de hidroductos de baja presión en los Estados Unidos y 1500 km en Europa.

## Estaciones de hidrógeno
Las estaciones de hidrógeno usualmente no se encuentran cerca de los puntos de producción de hidrógeno, así que lo obtienen por medio de tanques de hidrógeno, tráileres de hidrógeno comprimido o líquido.
Washington abre una estación de bombeo de hidrógeno con combustible nueve veces más barato que los precios del H2 en California.